# Club Sando
El Club Sando es un equipo de fútbol de Trinidad y Tobago que juega en la TT Pro League, la primera división nacional.

## Historia
Fue fundado en el año 1991 en la ciudad de San Fernando, pasando sus primeros años en la segunda categoría. Luego de no ser aceptado en la TT Pro League para la temporada 2014/15, logra el ascenso a la primera división en la siguiente temporada y tiene su primera temporada en 2015/16 donde finaliza en séptimo lugar.
Al año siguiente clasifica al Pro Bowl de Trinidad y Tobago donde logra avanzar hasta las semifinales. En 2023 juega por primera vez en una competición internacional en la CONCACAF Caribbean Club Shield donde finalizó en tercer lugar.

## Palmarés
- Liga Nacional de Trinidad y Tobago: 1

2015/16

## Participación en competiciones de la Concacaf
| Temporada | Torneo                         | Ronda          | Club                | Casa | Visita | Global    |
| --------- | ------------------------------ | -------------- | ------------------- | ---- | ------ | --------- |
| 2023      | CONCACAF Caribbean Club Shield | Fase de grupos | Solidarité Scolaire | 4-0  | 4-0    | 1.º lugar |
| 2023      | CONCACAF Caribbean Club Shield | Fase de grupos | SWA Sharks          | 9-0  | 9-0    | 1.º lugar |
| 2023      | CONCACAF Caribbean Club Shield | Fase de grupos | SV Dakota           | 3-0  | 3-0    | 1.º lugar |
| 2023      | CONCACAF Caribbean Club Shield | Semifinales    | Golden Lion FC      | 1-2  | 1-2    | 1-2       |
| 2023      | CONCACAF Caribbean Club Shield | Tercer lugar   | Metropolitan FA     | 6-1  | 6-1    | 6-1       |